# Linda Metheny
Linda Metheny (Olney, 12 de agosto de 1947) é uma ex-ginasta norte-americana que competiu em provas de ginástica artística.
Linda fora a primeira ginasta norte-americana a classificar-se para uma final olímpica, feito ocorrido nos Jogos Olímpicos de Cidade do México, em 1968, México.

## Carreira
Metheny fez sua estreia em competições, em 1962, aos quinze anos. Dois anos depois, disputou seu primeiro evento internacional de grande porte: os Jogos Olímpicos de Tóquio. Neles, foi 9ª colocada na prova coletiva e 36ª no concurso geral, somando 73,998 pontos. Matriculando-se na Universidade de Illinois, Linda passou a competir no Campeonato Nacional AAU. Sua primeira disputa, deu-se em 1966, no qual saiu vitoriosa na prova geral, na trave e no solo. Na edição seguinte, em 1967, competindo pelo McKinley YMCA, encerrou com a medalha de ouro nas barras assimétricas e no solo e com a medalha de prata no concurso geral.
Ainda em 1967, nos Jogos Pan-americanos de Winnipeg, Metheny conquistou cinco medalhas de ouro: na prova coletiva, na trave, no solo e no salto, e a medalha de prata nas barras, superada pela canadense Susan McDonnell. No ano posterior, competiu nos Jogos Olímpicos de Cidade do México, sendo quarta colocada na trave, tornou-se a primeira ginasta norte-americana a classificar-se para a uma final olímpica. Dois anos depois, participou do Campeonato Nacional AAU, sendo campeã na prova geral, nas barras, na trave e no solo. Em 1971, competiu nos Jogos Pan-americanos de Cali. Neles, foi medalhista de ouro por equipes e no solo, prata no geral e nas barras, em ambas provas superada pela compatriota Roxanne Pierce, e medalhista de bronze na trave. No ano posterior, competiu nos Jogos Olímpicos de Munique, sendo quarta na prova coletiva e 36ª na prova individual. Como último evento do ano, conquistou a medalha de ouro no Nacional AAU, ao somar 76,300 pontos.
Após a realização do evento, Linda anunciou oficialmente sua aposentadoria do desporto, passando a dedicar-se a carreira de técnica e posteriormente juíza da modalidade. Em 1973, casou-se com o treinador, Richard Mulvihill, abrindo seu próprio clube, o National Academy of Artistic Gymnastics (NAAG). Após, fora inserida no US Gymnastics Hall of Fame.

## Principais resultados
| Ano  | Evento                  | AA               | Equipe          | Salto sobre o cavalo | Trave             | Barras assimétricas | Solo            |
| ---- | ----------------------- | ---------------- | --------------- | -------------------- | ----------------- | ------------------- | --------------- |
| 1964 | Jogos Olímpicos         | 36º              | 9º              |                      |                   |                     |                 |
| 1966 | Campeonato Nacional AAU | Medalha de ouro  |                 |                      | Medalha de ouro   |                     | Medalha de ouro |
| 1967 | Campeonato Nacional AAU | Medalha de prata |                 |                      |                   | Medalha de ouro     | Medalha de ouro |
| 1967 | Jogos Pan-americanos    | Medalha de ouro  | Medalha de ouro | Medalha de ouro      | Medalha de ouro   | Medalha de prata    | Medalha de ouro |
| 1968 | Jogos Olímpicos         | 28º              | 6º              |                      | 4º                |                     |                 |
| 1970 | Campeonato Nacional AAU | Medalha de ouro  |                 |                      | Medalha de ouro   | Medalha de ouro     | Medalha de ouro |
| 1971 | Jogos Pan-americanos    | Medalha de prata | Medalha de ouro |                      | Medalha de bronze | Medalha de prata    | Medalha de ouro |
| 1972 | Jogos Olímpicos         | 36º              | 4º              |                      |                   |                     |                 |
| 1972 | Campeonato Nacional AAU | Medalha de ouro  |                 |                      |                   |                     |                 |